# Matelea capillacea
Matelea capillacea là một loài thực vật có hoa trong họ La bố ma. Loài này được (E.Fourn.) Fontella & E.A.Schwarz mô tả khoa học đầu tiên năm 1981.